# Karl Richard Lepsius
Karl (eller Carl) Richard Lepsius, född 23 december 1810, död 10 juli 1884, var en preussisk egyptolog, lingvist och bibliotekarie som var en pionjär inom modern arkeologi.

## Familj
Karl Richard Lepsius föddes 1810 i Naumburg an der Saale i Sachsen (i nuvarande Tyskland) Lepsius som tredje son till det naumburgska lantrådet Carl Peter Lepsius (1775–1853) och dennes fru Friederike (1778–1819), född Gläser (dotter till kompositören Carl Ludwig Traugott Glaeser). Han var det sjätte barnet av totalt nio. Hans farfar Johann August Lepsius (1745–1801) var överborgmästare (Oberbürgermeister) i Naumburg.
Karl Richard Lepsius gifte sig 5 juli 1846 med Elisabeth Klein (1828–1899), dotter till kompositören Bernhard Klein. Paret fick sex barn, däribland geologen och rektorn till Technische Hochschule Darmstadt professor Richard Lepsius (1851–1915), kemisten och kemifabrikdirektören professor Bernhard Lepsius (1854–1934), porträttmålaren och medlemmen av konstakademin professor Reinhold Lepsius (1857–1929) samt den evangeliske teologen, orientalisten och humanisten Johannes Lepsius (1858–1926).

## Liv
Lepsius studerade grekisk och romersk arkeologi vid universiteten i Leipzig (1829–1830), Göttingen (1830–1832) och Berlin (1832–1833). Efter att han doktorerat med avhandlingen De tabulis Eugubinis 1833 reste han till Paris där han åhörde föreläsningar av Jean Letronne, en tidig elev till Jean-François Champollion, om dennes verk med att dechiffrera egyptiskan. Lepsius besökte också egyptiska samlingar runtom i Europa och studerade litografi och kopparstick.
Efter Champollions död gjorde Lepsius en systematisk studie av dennes egyptiska grammatik (Grammaire égyptienne), som hade publicerats postumt 1836, men ännu inte hade blivit allmänt accepterad. 1836 reste Lepsius till Toscana för att möta Ippolito Rosellini, som hade lett en expedition till Egypten tillsammans med Champollion 1828–1829. I en serie brev till Rosellini behandlade Lepsius mer utförligt Champollions förklaring av användningen av alfabetiska tecken i hieroglyfskriften, och betonade (tvärtemot Champollions uppfattning) att vokaler inte skrevs ut. 
1836 blev Lepsius sekreterare vid det tyska arkeologiska institutet i Rom. Han bedrev forskning om oskiskan och umbriskan och sammanställde 1841 boken Inscriptiones Umbricae et Oscae (1841).
År 1842 fick Lepsius i uppdrag (på rekommendation av Alexander von Humboldt och Carl Josias Bunsen) av kung Fredrik Vilhelm IV av Preussen att leda en expedition till Egypten och Sudan för att utforska och registrera lämningarna efter den forntida egyptiska civilisationen. Den preussiska expeditionen var utformad efter Napoleons tidigare delegation, och bestod av lantmätare, ritare och andra specialister. Expeditionen nådde Giza i november 1842 och tillbringade sex månader med att göra några av de första vetenskapliga studierna av pyramiderna i Giza, Saqqara och Dahshur. De upptäckte över sextiosju pyramider och mer än 130 gravar efter förnäma personer i området. 

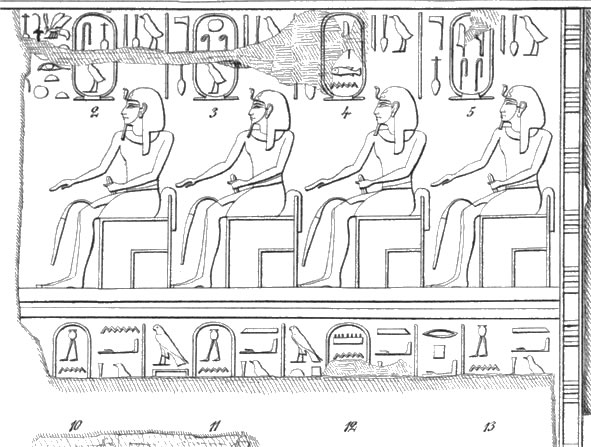
Väggrelief i templet i Karnak. Avbildad av Lepsius expedition omkring 1840.

Lepsius fortsatte söderut och stannade under perioder vid viktiga medelegyptiska platser, som Beni Hasan och Deir el-Bersha. Han kom så långt söderut som till Khartoum, och reste sedan uppför Blå Nilen till området omkring Sennar. Efter att ha utforskat olika platser i övre och lägre Nubien återvände expeditionen norrut och nådde Tebe 2 november 1844. De stannade där i fyra månader och utforskade västra banken av Nilen (platser som Ramesseum, Medinet Habu, Konungarnas dal med flera). Därefter tillbringade de tre månader på östra sidan vid templen i Karnak och Luxor och försökte registrera så mycket som möjligt. Efteråt stannade de vid Koptos, Sinai och platser i Nildeltat, såsom Tanis, innan de 1846 återvände till Europa.
Det huvudsakliga resultatet av denna expedition var publiceringen av Denkmäler aus Aegypten und Aethiopien (Monument från Egypten och Etiopien), ett stort verk i tolv volymer med närmare 900 illustrationer av forntida egyptiska inskrifter, samt medföljande kommentarer och beskrivningar. Dessa ritningar, kartor och målningar av tempel och gravväggar var den viktigaste informationskällan för västliga forskare långt in på 1900-talet, och är användbara än idag eftersom de ofta är den enda uppteckningen av fynd och monument som senare har förstörts eller återbegravts. 
Sedan Lepsius återvänt till Europa gifte han sig 1846 med Elisabeth Klein, och utnämndes samma år till professor i egyptologi vid Berlins universitet. Han blev medföreståndare för Ägyptisches Museum 1855. Efter Giuseppe Passalacquas död 1865 blev han ensam föreståndare för museet (då studerande han bland annat Berlin-papyrusen). År 1866 återvände Lepsius till Egypten, där han upptäckte en inskrift vid Tanis som liksom Rosettastenen var skriven på egyptiska, demotiska och grekiska. 
Lepsius var ordförande för det tyska arkeologiska institutet i Rom från 1867 till 1880. Från 1873 till sin död 1884 var han chef för kungliga biblioteket i Berlin. Han var redaktör för Zeitschrift für ägyptisches Sprache und Altertumskunde, en grundläggande vetenskaplig tidskrift för det nya forskningsfältet egyptologi, som finns än idag. När han var redaktör gav han typografen Ferdinand Theinhardt i uppdrag att utforma det första typsnittet för hieroglyfer, som kallas Theinhardt och som fortfarande används.
Lepsius publicerade många verk inom egyptologi och betraktas som upphovsmannen till den moderna vetenskapliga disciplinen egyptologi. Han fick en roll som Champollion hade kunnat få om han inte hade dött så ung. Lepsius myntade uttrycket Totenbuch ("Dödsboken"). Han var också ledande inom forskningsfältet afrikansk lingvistik, även om hans idéer numera i allmänhet anses föråldrade. Baserat på sitt arbete om egyptiskan och sitt fältarbete i Sudan utvecklade Lepsius ett standardalfabet för att transkribera afrikanska språk. Detta publicerades 1855 och reviderades 1863. Hans bok Nubische Grammatik mit einer Einleitung über die Völker und Sprachen Afrika's från 1880 innehåller en beskrivning om afrikanska folk och en klassificering av afrikanska språk, samt en grammatik för nubiska språk.

## Viktigare verk av Karl Richard Lepsius
- 1842. Das Todtenbuch der Ägypten nach dem hieroglyphischen Papyrus in Turin mit einem Vorworte zum ersten Male Herausgegeben. Leipzig: G. Wigand. (Reprinted Osnabrück: Otto Zeller Verlag, 1969)
- 1849. Denkmaeler aus Aegypten und Aethiopien nach den Zeichnungen der von Seiner Majestät dem Koenige von Preussen, Friedrich Wilhelm IV., nach diesen Ländern gesendeten, und in den Jahren 1842–1845 ausgeführten wissenschaftlichen Expedition auf Befehl Seiner Majestät. 13 vols. Berlin: Nicolaische Buchhandlung. (Reprinted Genève: Éditions de Belles-Lettres, 1972)
- 1852. Briefe aus Aegypten, Aethiopien und der Halbinsel des Sinai: Geschrieben in den Jahren 1842–1845 während der auf Befehl Sr. Majestät des Königs Friedrich Wilhelm IV. von Preußen ausgeführten wissenschaftlichen Expedition. Berlin: Verlag von Wilhelm Hertz
- 1855. Das allgemeine linguistische Alphabet: Grundsätze der Übertragung fremder Schriftsysteme und bisher noch ungeschriebener Sprachen in europäische Buchstaben. Berlin: Verlag von Wilhelm Hertz
- 1880. Nubische Grammatik mit einer Einleitung über die Völker und Sprachen Afrika's. Berlin: Verlag von Wilhelm Hertz